# Desastre de Aberfan
O Desastre de Aberfan foi o colapso catastrófico de uma mina de carvão na vila Galesa de Aberfan, perto de Merthyr Tydfil, que matou 116 crianças e 28 adultos em 21 de outubro de 1966. O colapso foi causado pelo acúmulo de água nos rejeitos de rocha e de xisto que, de repente, escorregaram ladeira abaixo em forma de lama.
Mais de 1,4 milhão de pés cúbicos (40 000 m³) de escombros cobriu parte da aldeia em questão de minutos. As salas de aula da Escola Primária do Condado de Pantglas foram imediatamente inundadas, matando jovens, crianças e professores, pelo impacto ou por asfixia.

## Colapso

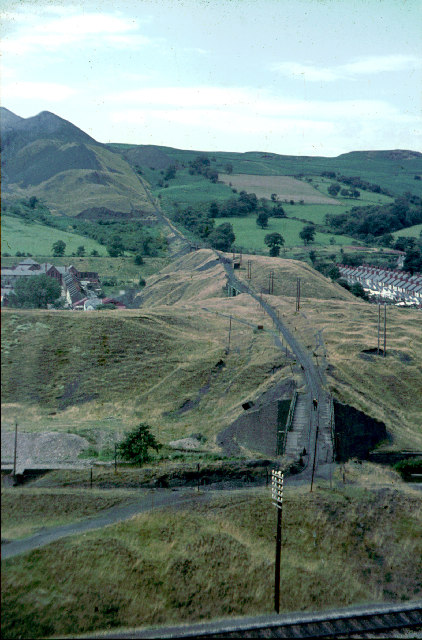
Mina de carvão de Aberfan em 1964, com o rejeito de minérios na parte superior esquerda. O edifício de tijolos vermelhos na metade esquerda é a Escola Secundária do Condado de Pantglas.

Na manhã de sexta-feira, 21 de outubro de 1966, depois de vários dias de chuva intensa, uma subsidência de aproximadamente 10 a 20 pés (3 a 6 m) ocorreu no flanco superior de mina de carvão de Nº 7. Às 9h15 mais de 150 000 metros cúbicos (5 300 000 cu ft) de água saturado de detritos rompeu e fluiu montanha abaixo em alta velocidade. Estava ensolarado na montanha, mas na aldeia havia muito nevoeiro, com visibilidade de apenas cerca de cinquenta metros (160 pés). A equipe que trabalhava na montanha viu o início do deslizamento, mas foi incapaz comunicar sobre a iminente tragédia devido roubo do seu cabo de telefone. O oficial de investigação, mais tarde, concluiu que o deslizamento aconteceu tão rápido que um telefonema avisando sobre o deslizamento não teria dado tempo de salvar as vidas.

## Pós acidente
A rainha Isabel II disse que o que mais lamentava de seu reinado foi demorar uma semana para visitar Aberfan depois do desastre. Foi uma das poucas ocasiões em que a rainha derramou lágrimas em público.

### Memorial
O Jardim Memorial de Aberfan no sítio da Escola Primária Pantglas, foi oficialmente inaugurado pela Rainha, em 9 de Maio de 1997.

## Na Cultura Popular

### Literatura
- "Aberfan: Sob o Arco de Luzes", em que The Spectator, 28 de outubro de 1966, reimpresso em Melhores Poemas de 1966: Prêmios de Poesia da Montanha Borestone: Uma Compilação de Poesia Original Publicado em Revistas de Língua inglesa do Mundo, em 1966, Volume XIX, Pacific Book Publishers, Palo Alto, Califórnia, em 1967.

- Enigma das Pirâmides por Kurt Mendelssohn, 1974, descobre uma pista para a construção das pirâmides do Egito, usando a física do desastre de Aberfan.

### Documentário
- Aberfan - A História não Contada da BBC One Wales foi um documentário exibido em 14 de outubro de 2006, incluídos os relatórios de notícia a partir de 1966, testemunha ocular de 40 anos e reconstrução dramática de alguns dos atos jurisdicional.[4]

### Série
- The Crown - no terceiro episódio da terceira temporada da série que se foca na vida da Rainha Elizabeth II, o desastre é retratado.

. 